# Karin von Maur
Karin von Maur (* 1938) ist eine deutsche Kunsthistorikerin.

## Leben und Wirken
Maur wurde  1966 in Tübingen mit einer Schrift über Edmond und Jules de Goncourt promoviert.  Sie war stellvertretende Direktorin der Staatsgalerie Stuttgart und gilt als Kennerin der südwestdeutschen Kunst des 20. Jahrhunderts. Sie ist eine Expertin für Oskar Schlemmer, war Leiterin des Oskar-Schlemmer-Archivs und hat 1979 das Werk-Verzeichnis von Schlemmer erstellt. Unter Maur als Kuratorin hatte die Staatsgalerie einen guten Ruf im Bereich der klassischen Moderne. In Stuttgart organisierte sie Ausstellungen zu Schlemmer, Yves Tanguy, Max Ernst, Max Beckmann, Juan Gris, Pablo Picasso, Ernst Ludwig Kirchner und anderen. Ihre Ausstellung und das Buch Vom Klang der Bilder werden im Zusammenhang mit Synästhesie rezipiert. Maur ist eine der Autorinnen der Neuen Deutschen Biographie.
Sie trug auch zu der Fernsehserie 1000 Meisterwerke bei: Sie verfasste Beiträge zu Gemälden von Giacomo Balla, Salvador Dalí, Théodore Géricault, Juan Gris, Johannes Itten, Kasimir Malewitsch, Oskar Schlemmer, Yves Tanguy. Diese Texte wurden auch in den Begleitbüchern der Serie abgedruckt, werden sporadisch auf 3sat, ZDFkultur und Planet wiederholt und sind heute auf den DVD-Veröffentlichungen verfügbar (siehe 1000 Meisterwerke#Literatur).
Privat besitzt sie eine Sammlung von Kunstwerken der klassischen Moderne, von denen 145 im April 2021 versteigert wurden.

## Werke (Auswahl)
- Französische Künstler des XIX. Jahrhunderts in den Schriften der Brüder Goncourt: eine Studie zur Kunstkritik und Kunstanschauung in Frankreich von 1850 bis 1896. Tübingen 1966, 480 S.
- Oskar Schlemmer und die Stuttgarter Avantgarde 1919. Mit einem Vorwort von Wolfgang Kermer. Staatliche Akademie der Bildenden Künste Stuttgart, Stuttgart 1975 (Beiträge zur Geschichte der Staatlichen Akademie der Bildenden Künste Stuttgart / hrsg. von Wolfgang Kermer; 1).
- Oskar Schlemmer. Monographie und Œuvrekatalog der Gemälde, Aquarelle, Pastelle und Plastiken, 2 Bde., München 1979 versteigerungen wien.
- Oskar Schlemmer. Der Folkwang-Zyklus. Malerei um 1930. Stuttgart 1993.
- Karin von Maur: Schlemmer, Oskar Alfred Victor. In: Neue Deutsche Biographie (NDB). Band 23, Duncker & Humblot, Berlin 2007, ISBN 978-3-428-11204-3, S. 59–61 (Digitalisat).
- mit Beatrice Hernad: Papiergesänge: Buchkunst im zwanzigsten Jahrhundert. Künstlerbücher, Malerbücher und Pressendrucke aus den Sammlungen der Bayerischen Staatsbibliothek München, Prestel, München 1992, ISBN 3-7913-1218-9, 312 S.
- Magie der Zahl: in der Kunst des 20. Jahrhunderts, Hatje, Ostfildern-Ruit 1997, ISBN 3-7757-0666-6, 357 S.
- Vom Klang der Bilder, Prestel, München, London, New York, 1999, ISBN 3-7913-2098-X, 127 S.
- Yves Tanguy und der Surrealismus, Hatje Cantz, Ostfildern-Ruit 2000, ISBN 3-7757-0964-9, 251 S.
- Der verkannte Revolutionär Adolf Hölzel: Werk und Wirkung, Hohenheim-Verlag, Stuttgart-Leipzig 2003, ISBN 3-89850-112-4, 203 S.
- Ernst Ludwig Kirchner: der Maler als Bildhauer, Hatje Cantz, Ostfildern-Ruit 2003, ISBN 3-7757-1309-3, 142 S.
- Zwischen Farbe und Form: 60 Jahre Kunst in und aus Baden-Württemberg, Kohlhammer, Stuttgart 2013, ISBN 978-3-17-022415-5, 304 S.